# Plegamans
|  | Aquest article tracta sobre el nucli de població de Plegamans. Si cerqueu el llinatge dels Plegamans, vegeu «Plegamans (llinatge)». |

Plegamans va ser un municipi a l'actual Vallès Occidental. Nascut aproximadament l'any 990, va ser famós pel castell de Plegamans i per la dinastia Plegamans i, sobretot, per Ramon de Plegamans. El municipi es va fusionar amb Palau-solità per crear Palau-solità i Plegamans. Actualment es poden saber els seus límits gràcies als límits parroquials de l'església de Sant Genís de Plegamans, però són més petits que els antics termes locals.
Hi ha dues teories sobre d'on ve el nom:
- Ve de la mantis religiosa molt freqüent per la zona i que sempre està amb una posició com si plegués les mans.
- Un dels senyors de Plegamans, va rebre l'avís que un súbdit el trairia, per evitar-ho, va obligar a aquests a plegar les mans sobre el pit quan estiguessin en la seva presència.

## Demografia
| Entitat de població                       | Habitants |
| ----------------------------------------- | --------- |
| Can Cortès i la Pedra Llarga              | 1.105     |
| Can Falguera i els Turons                 | 1.451     |
| Can Maiol                                 | 143       |
| Can Perera i Can Valls                    | 142       |
| Carrer de Dalt i la Plana de l'Alzina, el | 2.671     |
| Castell i la Tenda Nova, el               | 686       |
|                                           |           |

| 1497 f | 1515 f | 1553 f | 1717 | 1787 | 1857 | 1877 | 1887 | 1900 | 1910 |
| ------ | ------ | ------ | ---- | ---- | ---- | ---- | ---- | ---- | ---- |
| 28     | 29     | 32     | 221  | 429  | 911  | 855  | 904  | 952  | 979  |

| 1920  | 1930  | 1940  | 1950  | 1960  | 1970  | 1981  | 1990  | 1992  | 1994  |
| ----- | ----- | ----- | ----- | ----- | ----- | ----- | ----- | ----- | ----- |
| 1.152 | 1.319 | 1.422 | 1.507 | 1.638 | 2.887 | 4.175 | 6.879 | 7.947 | 7.947 |

| 1996  | 1998   | 2000   | 2002   | 2004   | 2006   | 2008   | 2010   | 2012 | 2014 |
| ----- | ------ | ------ | ------ | ------ | ------ | ------ | ------ | ---- | ---- |
| 9.689 | 10.393 | 11.089 | 11.586 | 12.499 | 13.310 | 13.916 | 14.190 | -    | -    |

## Primeres notícies de Plegamans

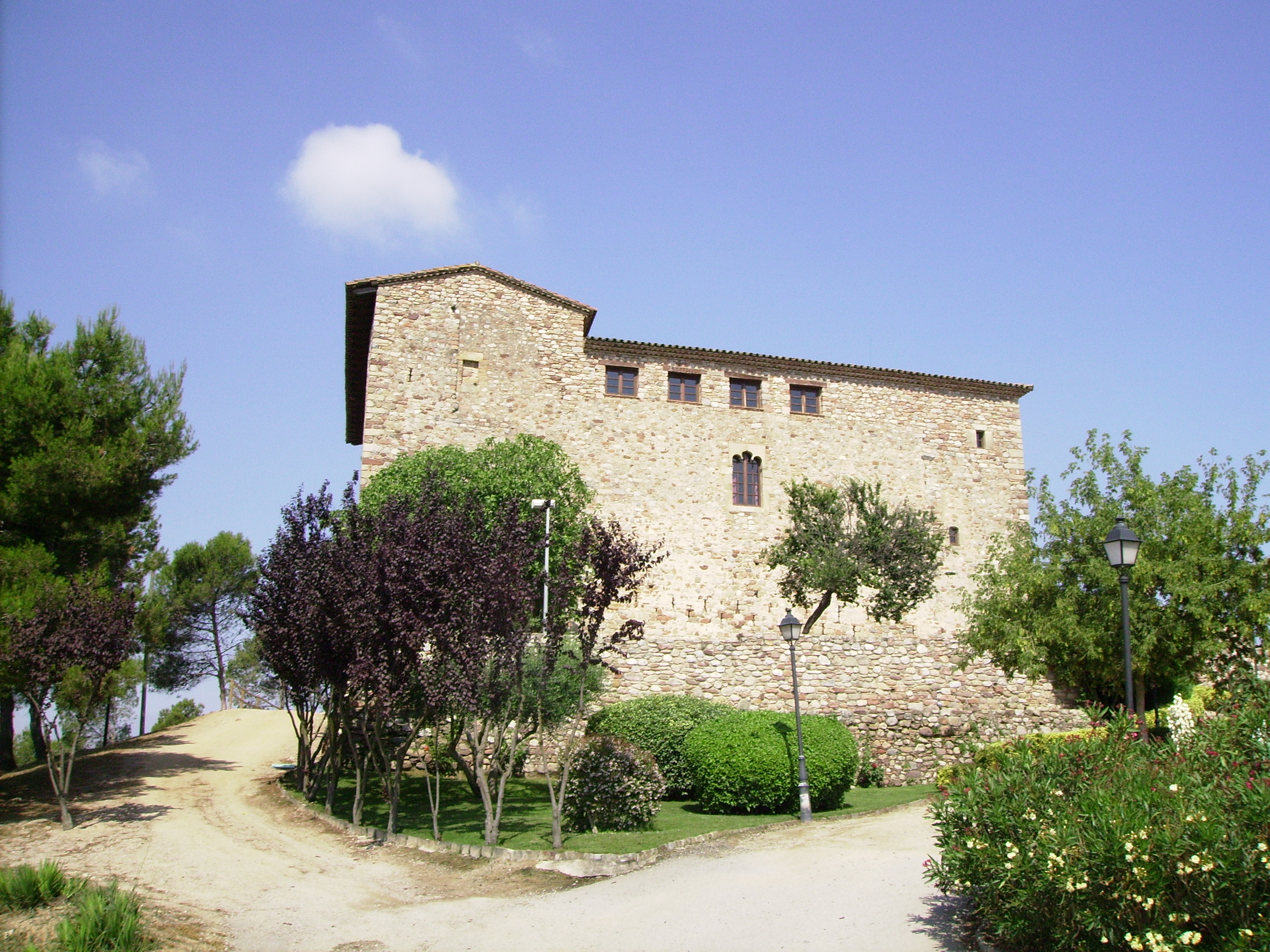
Castell de Plegamans

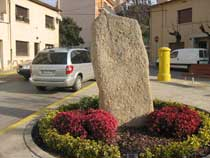
La pedra Llarga

En un document del cartulari del monestir de Sant Cugat del Vallès, del dia 22 de juny de l'any 965, trobem esmentat per primera vegada el nom de Plegamans. Es tracta d'una donació de terres al monestir feta per Deudat, Adulf, Oriola i Martí, successors de Cilici. Durant els anys següents es troben més cites del nom de Plegamans al mateix cartulari, la qual cosa fa pensar que hi havia vida activa en aquests indrets des de feia temps. És curiós citar el nom d'alguns del lloc que apareixen en els documents: Gerivert, Bonusa, Gombau, Uldrig, Riquilda, Gelmir, Saborida, Adèvora, Marcià, Ermencisde, Selícia, Sendret, Dalami, Adulfi, Erovigi, Ansalon i altres.
La notícia més aclaridora sobre Plegamans i els seus límits la trobem en un document de l'any 990.
| « | Énnec, anomenat també Bonfill, fill de Sendret, donà al monestir de Sant Cugat uns alous a un lloc que en diuen Plegamans. Aquests alous els havia comprat al comte Borrell i a la seva dona Leudegards. | » |

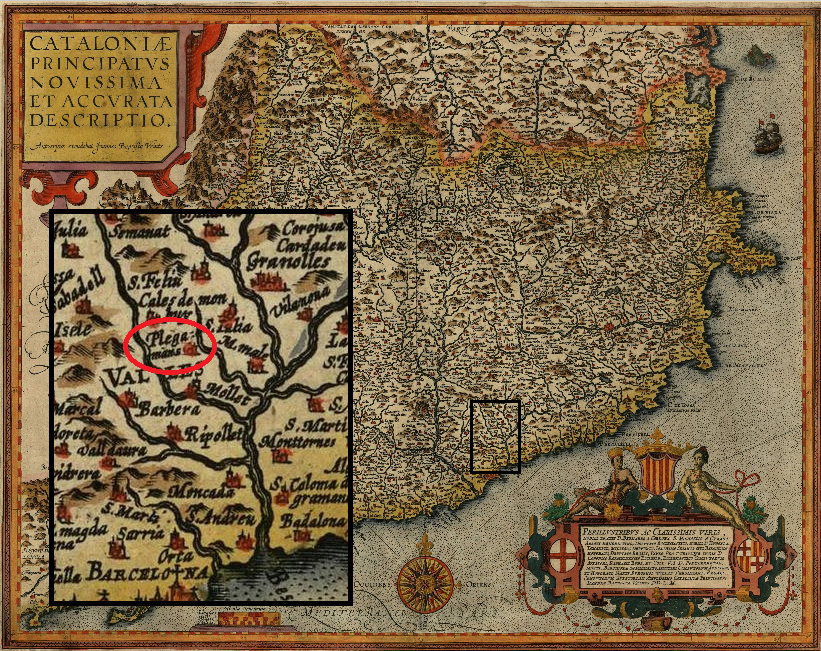
El poble de Plegamans apareix en un mapa de Catalunya encarregat per la Generalitat al flamenc Johannes Baptista Vrints (Anvers,1552 – 1612) a l’any 1603

En el document es llegeix que es donen els alous amb les seves cases, corts, terres, vinyes, horts, fruiterars, torrents, fonts, prats, camins, boscos i garrigues. Encara que aquesta és la redacció protocol·lària usual d'aquests documents, tot plegat dona a entendre que no era pas un lloc erm, ans els contrari.
En aquest document es defineix també els límits de Plegamans: al Nord amb Coscollola (probable vil·la propera a can Falguera), fins al camí públic que va a Caldes; a Orient amb Palaudàries per mitjà de la serra que passa per sobre la vil·la Rodal (avui Vilarrosal); a migdia amb Gallecs; i a Occident amb el camí públic que transcorre pel pla cap a Caldes i prové de la Ruvira (Boada). Aquest és, doncs, el dibuix del primer Plegamans: Un escampall de cases de pagès per la serra i les valls adjacents, segurament una primitiva església de la qual malauradament no tenim notícies i una torre, germen d'un castell incipient.
Les terres eren originàriament del comte, i la seva propietat dominical seria més tard, en temps del rei Jaume I, del monestir de Sant Cugat.
La jurisdicció o senyoriu jurisdiccional seria lliurada a successius senyors o castlans que més tard citarem. Aquests disposarien d'unes terres directament de la seva propietat al voltant del castell.
Per fer-nos una idea de la població, ja ben entrada l'Edat Mitjana, recorrerem al fogatge o cens de l'any 1359, on es diu que a la Parròquia i Quadre de Sant Genís de Plegamans hi ha:
- Focs d'esgleya - XV
- Ítem de cavallers - VII
- en total XXII focs

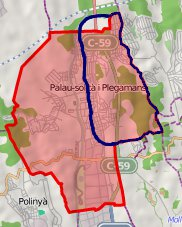
Actuals límits parroquials de Plegamans (marcats en blau). Antigament els límits entre Plegamans i Palau-solità eren diferents sent el primer més gran.

En el fogatge de 1497 es citen XII focs de Plegamans:(segurament referits només als d’esgleya o dependents del monestir de Sant Cugat del Vallès):
- La Senyora Vilatorta
- Lo vicari
- En Puig Oriol
- En Falguera
- En Figueres
- En Soler
- En Padró
- En Guardia
- En Coll
- En Arimon
- En Serda
- Lo ferrer

Els focs anomenats de cavallesr, que depenien directament dels senyor Vilatorta, no figuren en aquesta relació.

## Escut d'armes
L'escut representa la mà (símbol de la família Plegamans) i el castell de Plegamans, cada un dues vegades. No s'ha de confondre el símbol dels Plegamans catalans (una mà) amb el dels Plegamans valencians (dues mans donant-se la mà).

## Personatges importants de la família Plegamans

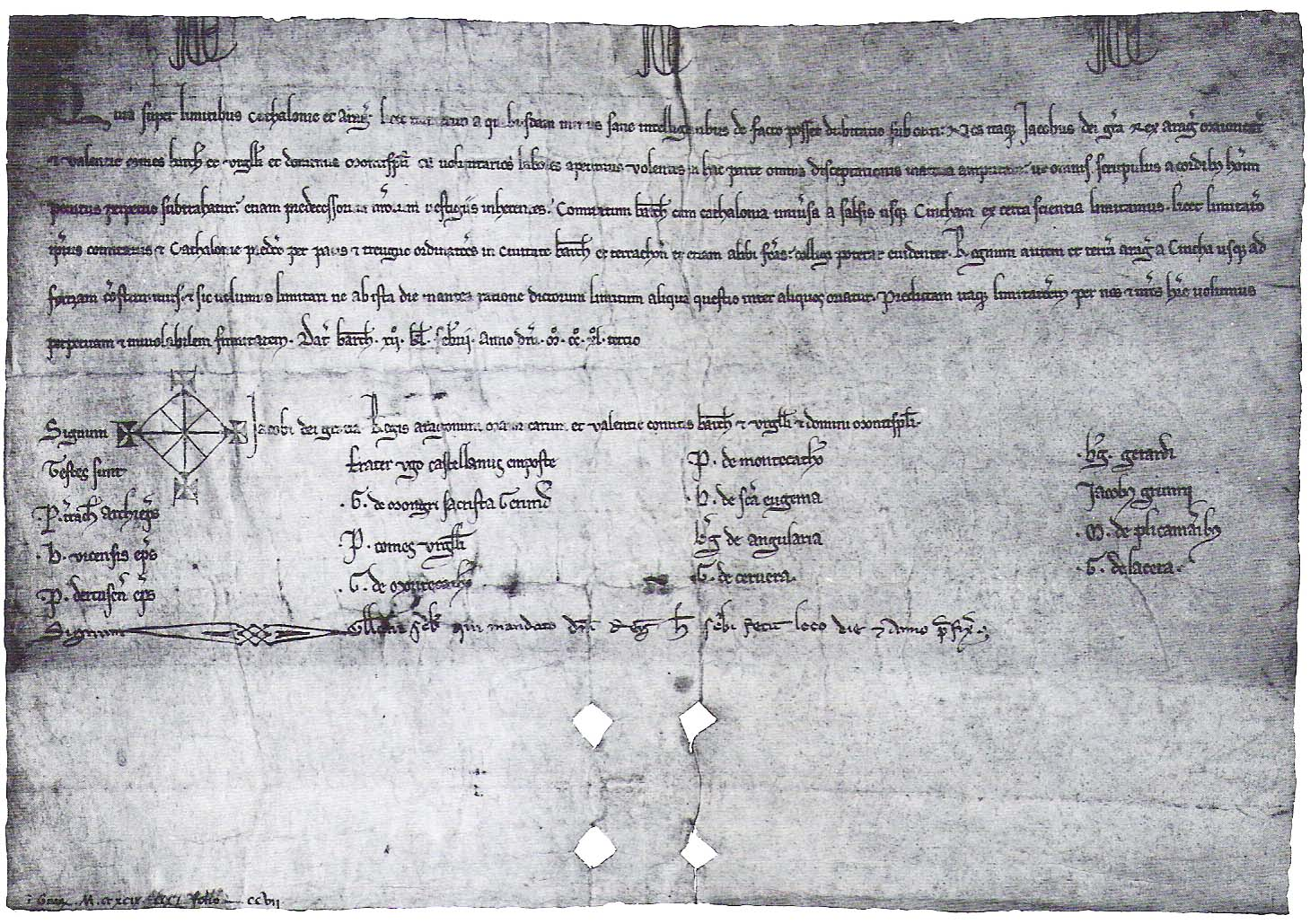
Marimon de Plegamans és testimoni dels límits entre Catalunya i Aragó fixats per Jaume I (3r de la columna dreta)

- Bernat de Plegamans: (s. XII) Cavaller, destacà a les darreres campanyes per expulsar els sarraïns del principat. Participà en el setge de Siurana, el 1153
- Guillem de Plegamans: (s. XIII) Cavaller, participà en la conquesta de València (1238).
- Marimon de Plegamans: (s. XIII) Veguer de Barcelona i testimoni dels límits entre Catalunya i Aragó fixats per Jaume I
- Ramon de Plegamans: (s. XIII) Home d'absoluta confiança del rei Jaume I que va participar en la preparació de l'expedició a Mallorca amb l'objectiu de conquerir l'illa.

## Mil·lenari de Sant Genís de Plegamans

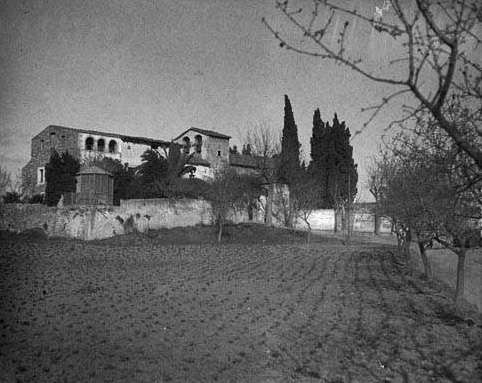
Antiga església de Sant Genís

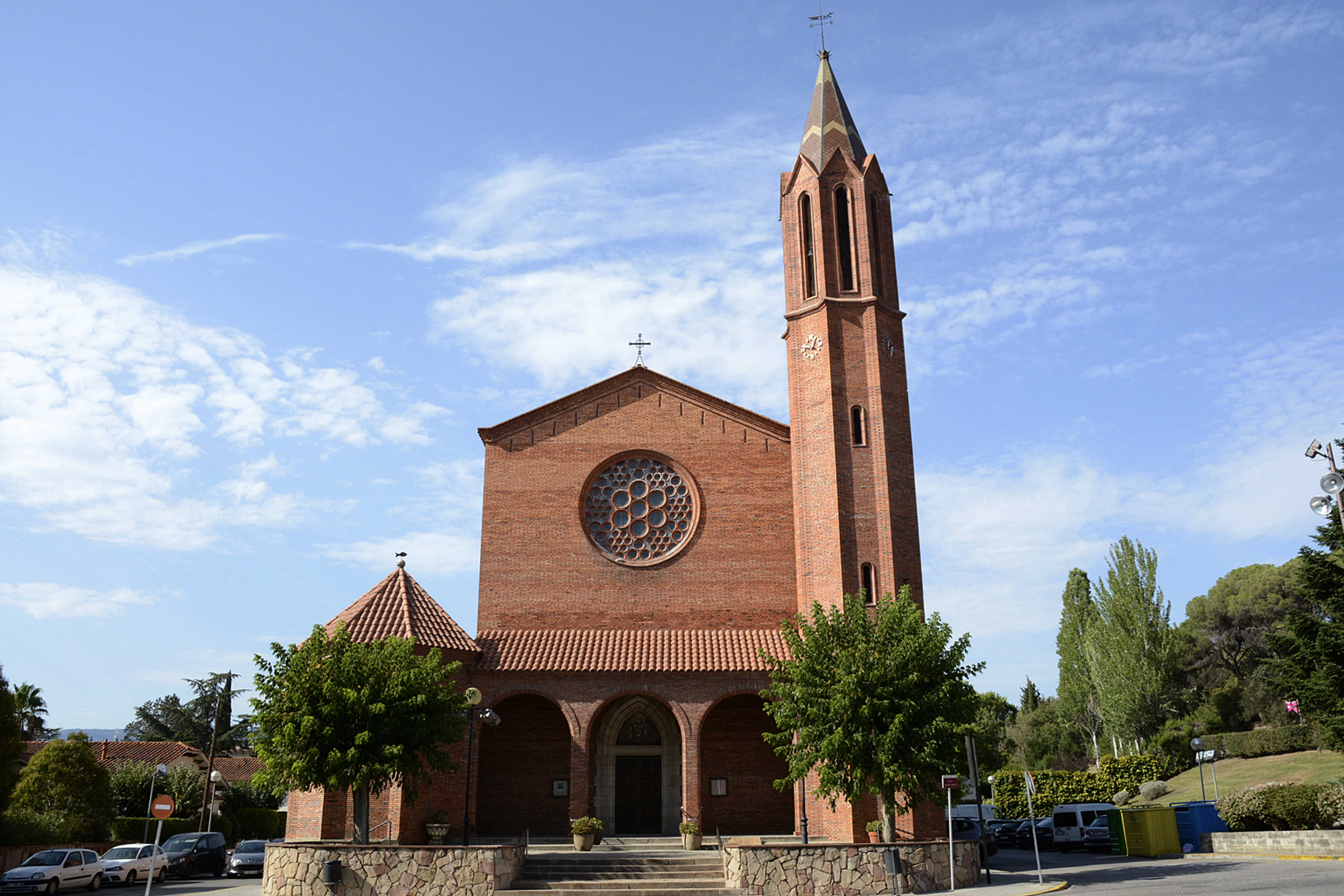
Nova església de Sant Genís

L'any 2013 se celebra 1000 anys de la creació de Sant Genís de Plegamans, mil·lenari del qual Jordi Pujol ha estat anomenat president d'honors. Diversos actes es duen a terme fins a l'agost, que es farà la cerimònia final en el dia exacte que l'església farà 1000 anys. L'església original va ser construïda l'any 1013, però el 1936 va ser cremada per grups anarquistes i les seves pedres van ser utilitzades per construir l'escorxador municipal. L'any 1942 es començaven les obres de la nova església en un lloc més cèntric que l'anterior. Van acabar el 1944.

## Independentisme plegamaní
Una part no gaire majoritària de la població de Plegamans defensa la separació d'aquest respecte a Palau-solità, amb l'argument que aquest últim ha anat suprimint la importància de Plegamans del municipi. Entre aquestes persones es troba Ramon Folch i Camarasa. Anteriorment, Plegamans era el nom que tothom anomenava fins que, en crear l'estació de tren del Calderí (així anomenaven al tren), es va decidir posar el nom de Palau a l'estació (que estava al mig dels dos municipis), ja que tothom sabia on era Plegamans, però poca gent sabia on era Palau-solità. Aquest fet va provocar que es deixés de parlar de Plegamans. Des d'aquest moment, els símbols de Plegamans s'han anat convertint en símbols de Palau. Una altra causa també seria la reducció dels límits de Plegamans, queabans arribaven fins a la riera de Caldes, però amb la unió dels dos pobles van passar de límits locals a límits parroquials, reduint els de Plegamans fins a la C-59 (que passa pel mig de Palau-solità i Plegamans).